# Công viên 30 tháng 4
Công viên 30 tháng 4 là một công viên ở trung tâm Thành phố Hồ Chí Minh, Việt Nam, thuộc địa phận Quận 1, đối diện Dinh Độc Lập, sau lưng Nhà thờ Đức Bà Sài Gòn.
Công viên gồm 4 ô đất hình chữ nhật do bị chia làm 4 bởi đường Lê Duẩn và đường Pasteur chạy xuyên qua, tổng diện tích mặt bằng 3,5 ha, trong đó cây xanh 2,5 ha. Bốn phía công viên là các con đường gồm Hàn Thuyên, Alexandre de Rhodes, Phạm Ngọc Thạch và Nam Kỳ Khởi Nghĩa. Cặp đôi đường Hàn Thuyên và đường Alexandre de Rhodes như để vinh danh 2 nhân vật có công lao phát triển, truyền bá chữ Nôm và chữ Quốc ngữ ở Việt Nam. Theo quy hoạch mạng lưới đường sắt đô thị Thành phố Hồ Chí Minh, công viên 30/4 sẽ kết nối với tuyến số 4 Thạnh Xuân - Khu đô thị Hiệp Phước tại ga Nam Kỳ Khởi Nghĩa.
Góc công viên 30/4 gần Nhà thờ Đức Bà là nơi mà nhiều người dân thường trải giấy báo để ngồi rồi thưởng thức cà phê đựng trong ly nhựa của những người bán hàng rong, không có bàn ghế hay cửa hàng. Sở thích này được gọi là "cà phê bệt" mà các phương tiện truyền thông lớn đã giới thiệu, quảng bá.

## Hình ảnh

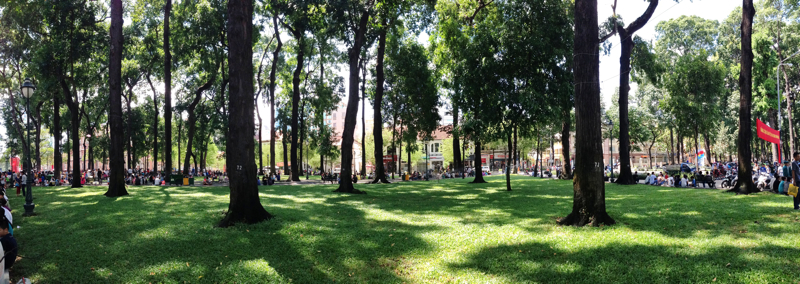
Bên trong công viên.
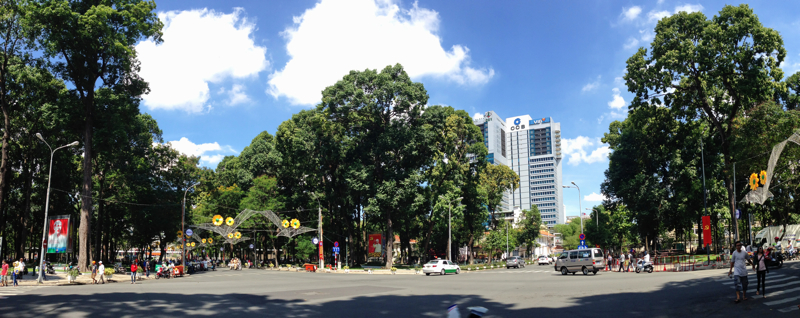
Những con đường chạy ngang công viên.